# Epipagis suffusalis
Epipagis suffusalis là một loài bướm đêm trong họ Crambidae.